# Прива (округ)
Прива (фр. Privas) — округ (фр. Arrondissement) во Франции, один из округов в регионе Рона-Альпы. Департамент округа — Ардеш. Супрефектура — Прива.
Население округа на 2006 год составляло 82 679 человек. Плотность населения составляет 47 чел./км². Площадь округа составляет всего 1742 км².